# Deutscher Comic Guide
Der Deutsche Comic Guide ist eine deutschsprachige Comic-Datenbank mit über 130.000 erfassten Comics und 80.000 Coverabbildungen.
Das Comic-Portal liefert zu zahlreichen Titeln detaillierte Informationen, Angaben zu Zeichnern und Textern sowie Inhaltsangaben. Die Bandbreite reicht von den ersten Bildstreifen-Heftchen der Nachkriegszeit über Superman, Batman, Asterix und Mosaik bis zu One Piece, Dragonball & Co. Auch Sekundärliteratur und Bildbände rund um Comics werden nicht ausgelassen.
Der Comic Guide wird wöchentlich aktualisiert, Informationen zu den  Neuerscheinungen werden gesondert aufgelistet. Der Deutsche Comic Guide wurde 1997 auch als CD-ROM veröffentlicht. Weitere geplante jährliche CD-Ausgaben wurden nicht realisiert. Im Internet ist das Comic-Portal seit 2002 für jeden kostenlos nutzbar. Seit Januar 2008 enthält der Comicguide die aktuellen Sammlerpreise aller aufgelisteten Comics.
Die Website Deutscher Comic Guide gehört zum Comic Guide-Netzwerk, das neben einem großen Forum (Comic Guide NET), in dem u. a. zahlreiche Fachleute neue Informationen sammeln und aufbereiten, auch eine Verkaufs-Plattform (Comic-Marktplatz) umfasst, auf der Comics gesucht und gekauft werden können.